# Тријумф љубави
Тријумф љубави (шп. Triunfo del amor) мексичка је теленовела, продукцијске куће Телевиса, снимана током 2010. и 2011.
У Србији је приказивана 2011. на телевизији Пинк, а током 2012. и 2013. репризирана је на каналу Пинк 2.

## Синопсис
Викторија је је једна од најцењенијих модних дизајнерки. Живи са супругом Освалдом и децом Максимилијаном (Освалдов син из првог брака) и Фернандом. Двадесет година раније, она је радила као служавка госпође Бернарде, болесно религиозне жене, чији је син Хуан Пабло био на корак да постане свештеник. Када упозна Викторију, њих двоје се заљубљују једно у друго и она остаје трудна. Међутим, Хуан се враћа у манастир не знајући да ће постати отац, а Бернарда избацује младу служавку из куће. Три године касније, она изазива несрећу, због које Викторија завршава у болници, а њеној ћерки се губи сваки траг.
Након двадесет година, Викторија запошљава младу Марију као манекенку у њеној модној кући. Иако девојка за кратко време постиже успех у модном свету, креаторка је љубоморна јер мисли да кокетира са њеним супругом. Са друге стране, Максимилијано планира да заведе наивну девојку како би се мало забавио, али убрзо схвата да је безнадежно заљубљен у њу. Марија открива да је трудна, али пре него што му то каже, он јој говори да је верен са Хименом, која ће му родити дете. Када Викторија сазна за њену везу са Максом, избацује је из модне куће, не знајући да јој је то ћерка.
Хуан Пабло, који је постао свештеник, среће Викторију и сазнаје да има ћерку са њом. Упознаје Марију и осећа дубоку приврженост према њој, а када је на корак да сазна да му је она ћерка, Бернарда га обавезује на завет ћутања, откривајући му то под светом тајном исповести. За то време, Макс се жени Хименом. Са друге стране, Освалдо осећа да га Викторија више не воли и утеху тражи у Линди, Маријиној пријатељици, а супруга га, сазнавши за то, избацује из куће. Мало по мало, Викторијин живот и животи људи који је окружују бивају испреплетани и чини се да сви полако пропадају, а спасиће их само вера и нада да ће љубав тријумфовати над свим недаћама…

## Глумачка постава

### Главне улоге
| Глумац:        | Улога:                           |
| -------------- | -------------------------------- |
| Маите Перони   | Марија Десампарада Интурбиде     |
| Вилијам Леви   | Максимилијано Сандовал Гутијерез |
| Викторија Руфо | Викторија Гутијерез де Сандовал  |

### Споредне улоге
| Глумац:                | Улога:                       |
| ---------------------- | ---------------------------- |
| Сесар Евора            | Хериберто                    |
| Доминика Палета        | Химена де Алба               |
| Освалдо Риос           | Освалдо Сандовал             |
| Данијела Ромо          | Бернарда Монтехо де Итурбиде |
| Гиљермо Гарсија Канту  | Гиљермо Кинтана              |
| Дијего Оливера         | Хуан Пабло Итурбиде          |
| Едуардо Сантамарина    | Октавио Итурбиде             |
| Сусана Дисајаз         | Наталија                     |
| Дорисмар               | Линда Сортини                |
| Куаутемок Бланко       | Хуан Хосе Хуанхо Мартинес    |
| Пабло Монтеро          | Круз Роблес                  |
| Кармен Салинас         | Доња Милагрос Мартинес       |
| Мануел Флако Ибањес    | Наполеон                     |
| Ерика Буенфил          | Антонијета                   |
| Марко Мендес           | Фабијан Дуарте               |
| Ливија Брито           | Фернанда Сандовал де Роблес  |
| Маурисио Гарсија Муела | Федерико Падиља              |
| Андреа Гарсија         | Офелија                      |
| Арчи ЛанФранко         | Педро                        |
| Алисија Родригез       | Клементина                   |
| Рикардо Клеинбаум      | Оскар                        |
| Мигел Писаро           | Пипино Пичони                |
| Салвадор Пинеда        | Родолфо Падиља               |
| Марикруз Нахера        | Томаса                       |
| Маријана Риос          | Марија Магдалена             |
| Густаво Рохо           | Свештеник Херонимо           |